# Аршан (Куйтунский район)
Аршан (бур. Аршаан) — деревня в Куйтунском районе Иркутской области России. Входит в состав Харикского муниципального образования.

## География
Находится примерно в 197 км к западу от областного центра.

## Население
| 2002 | 2010 | 2011 | 2012 |
| ---- | ---- | ---- | ---- |
| 376  | ↘101 | →101 | ↘88  |

По данным Всероссийской переписи, в 2010 году в деревне проживал 101 человек (46 мужчин и 55 женщин).